# Abdumo‘min O‘tbosarov

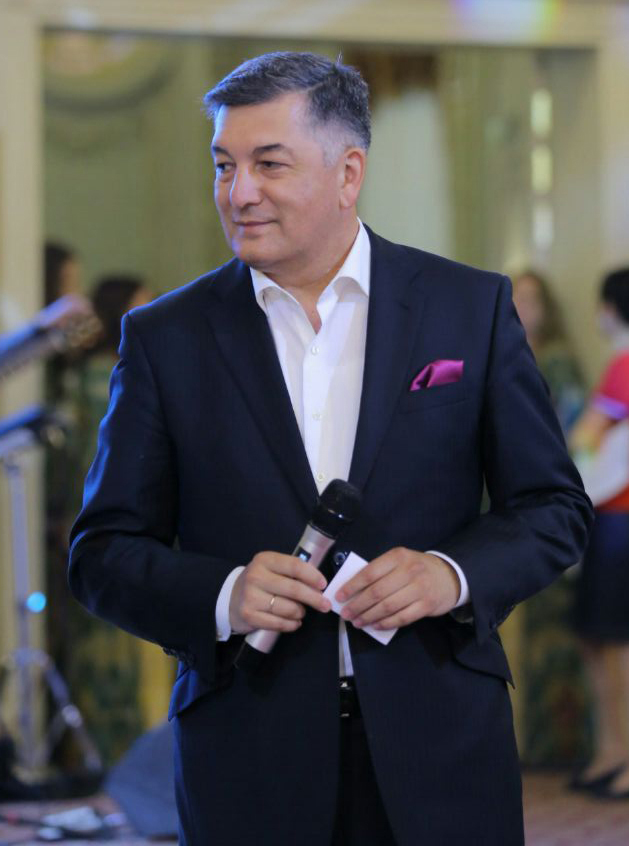
Abdumo‘min O‘tbosarov

Abdumoʻmin Abdumajidovich Oʻtbosarov (* 24. April 1960 in Taschkent; † 1. Januar 2016 in Taschkent) war ein usbekisch-sowjetischer Fernsehsprecher und wurde 2014 zum Volkskünstler der Usbekistan ernannt.

## Leben
Er wurde in einer Angestelltenfamilie geboren, sein Vater war Pädagoge und seine Mutter im medizinischen Bereich tätig. Die Familie hatte vier Kinder, Abdumo‘min war das zweite Kind. Sein Vater hatte ein Interesse an Fotografie und gab diese Leidenschaft auch an seinen Sohn weiter.
In den Jahren 1977–1979 diente er in der Sowjetarmee in der Region Chabarowsk. Sein Interesse an Fotografie wurde von den Vorgesetzten bemerkt, und ihm wurde vorgeschlagen, als Militärfotokorrespondent tätig zu werden. Seine Fotos, Artikel und Aufsätze über das Militärleben weckten sein Interesse an Journalismus. Nach seiner Rückkehr aus der Sowjetarmee im Jahr 1979 reichte er Unterlagen für das Abendstudium an der Fakultät für Journalismus an der Taschkenter Staatlichen Universität ein. Gemeinsam mit den Unterlagen reichte er alle Ausschnitte aus Militärzeitungen mit seinen Artikeln und Essays ein. Dies führte dazu, dass er ohne Eingangsprüfungen an der Universität aufgenommen wurde.
Im Jahr 1981 begann er als Regieassistent beim Fernsehen zu arbeiten. Im Jahr 1986 wechselte er in die Sprechergruppe und wurde Sprecher. In den Jahren 1988–1989 wurde er nach Moskau zum Allunionsinstitut für die Weiterbildung von Fernseh- und Rundfunkmitarbeitern entsandt. Sein Lehrer war der Hauptansager des Zentralfernsehens, Igor Kirillov. Abdumo‘min O‘tbosarov war als Ansager in Ostankino tätig. Nach seiner Rückkehr aus Moskau setzte er seine Arbeit beim usbekischen Fernsehen fort. Während seiner gesamten beruflichen Laufbahn arbeitete er als Sprecher, moderierte die Nachrichtensendung „Achborot“ und war bei vielen Eröffnungen von Sportveranstaltungen wie „Umid nihollari“, „Barkamol avlod“ dabei. Er moderierte Staatsveranstaltungen wie den Gipfel der Shanghaier Organisation für Zusammenarbeit, das Internationale Musikfestival „Sharq Taronalari“, Konzerte zu den Besuchen ausländischer Staatsoberhäupter und Feiertagskonzerte.
Er war Autor mehrerer Sammlungen satirischer Gedichte „Topgan gul...“
Sein letzter Auftritt war die Neujahrsansprache des Präsidenten Usbekistans, Islom Karimov, am 31. Dezember 2015.

## Ehrungen
- Verdienter Kulturarbeiter Usbekistans (2002)
- Volkskünstler Usbekistan (2014)[5][6]